# オズボーンの雄牛

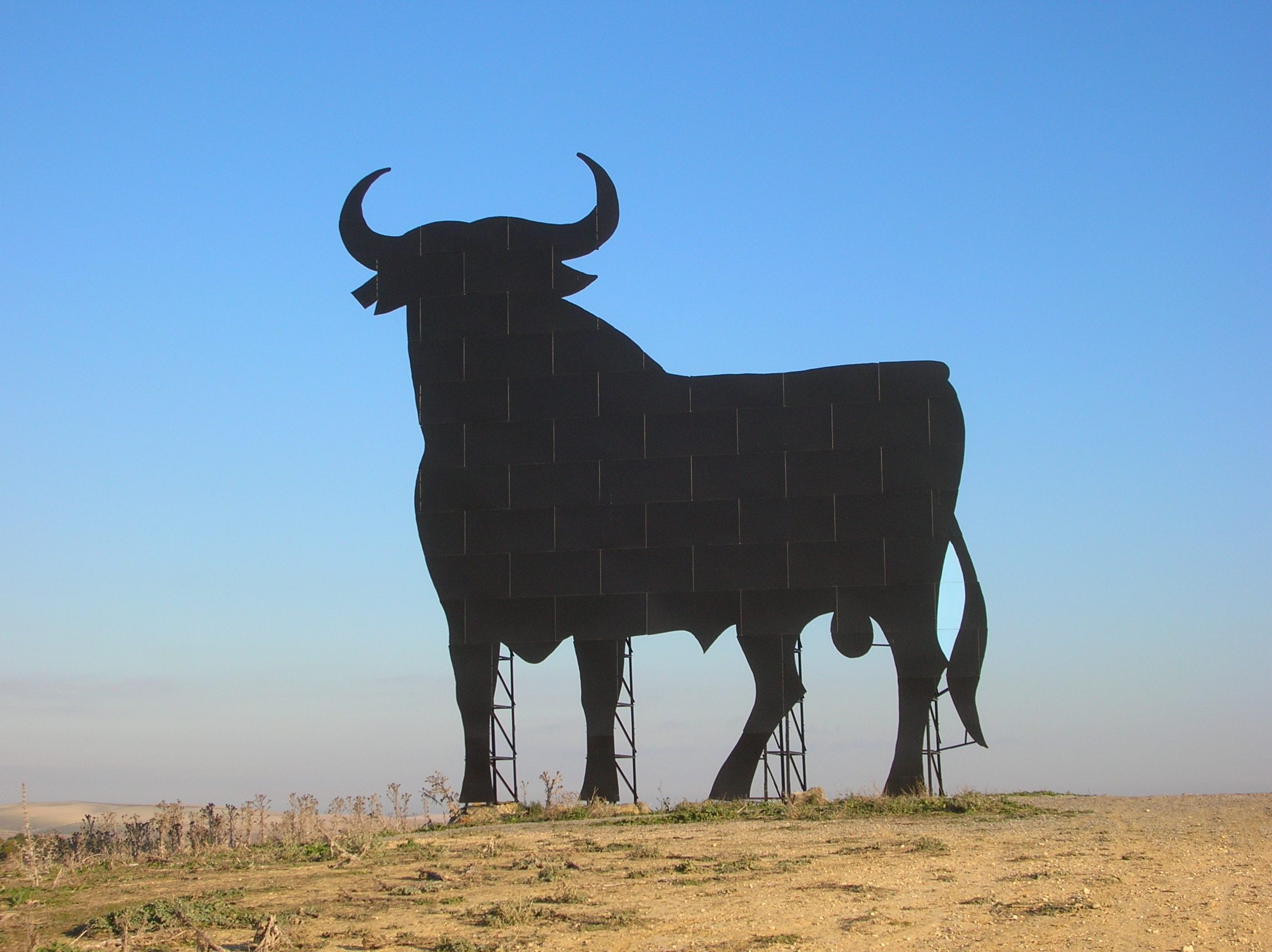
アンダルシア州セビリア県ラス・カベサス・デ・サン・フアンにあるオズボーンの雄牛

オズボーンの雄牛（オズボーンのおうし、スペイン語: Toro de Osborne）は、雄牛のシルエットを模した、全高14mの黒色の看板。1956年以降にオズボーン・グループによってスペイン全土に設置され、現在はフェリクス・テハーダ家によって管理されている。

## 歴史

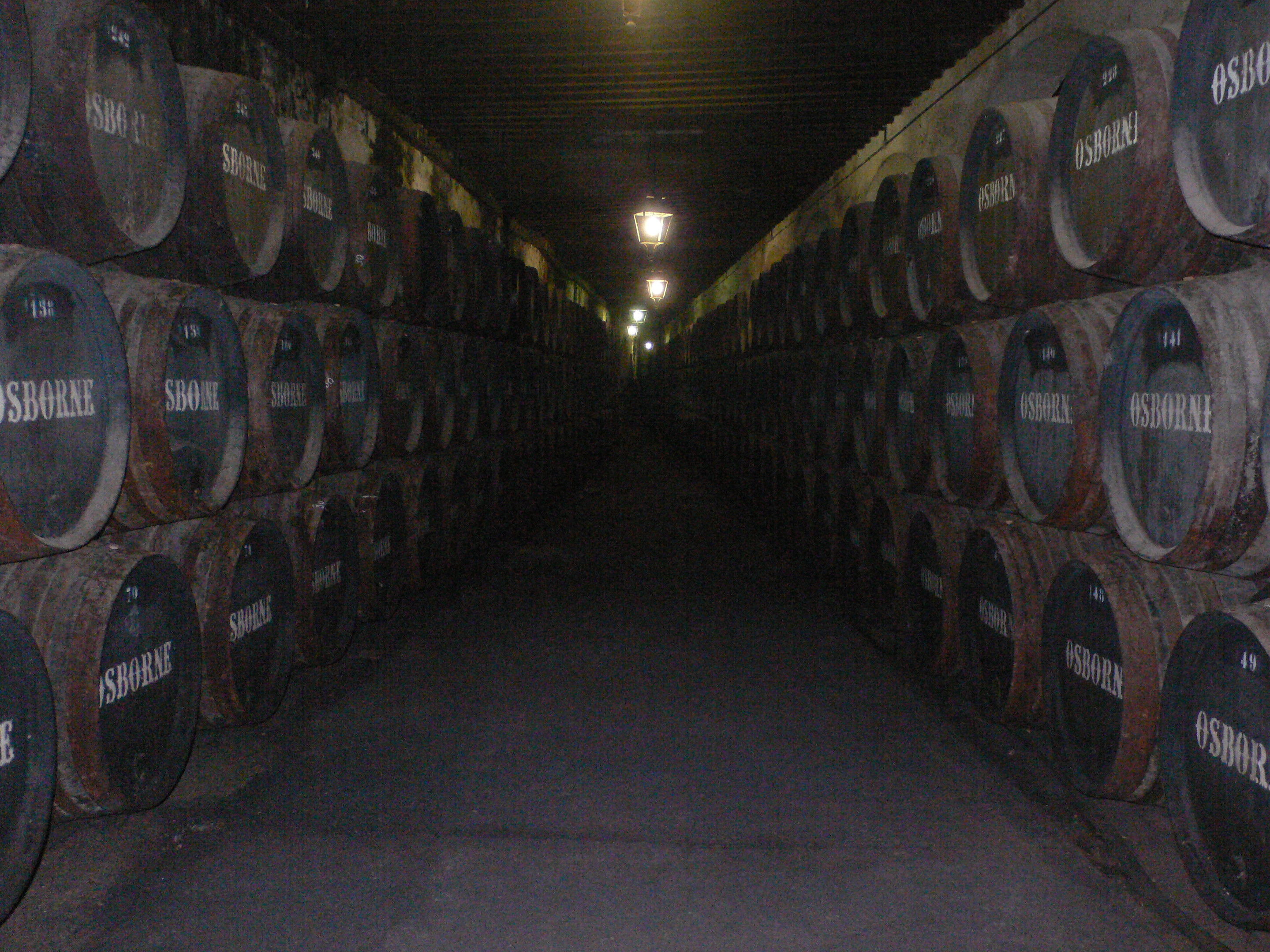
オズボーン・グループにあるシェリー酒の樽

オズボーン・グループは1772年、トーマス・オズボーン・マンによってシェリー酒の醸造会社として設立され、現在はシェリー酒を含むワイン（スペインワイン）・蒸留酒・イベリコ豚関連製品・ミネラルウォーターなどを製造している。
1956年、ブランド「ヘレスのブランデー」の広告宣伝のために巨大な雄牛形の看板の設置を開始した。看板は黒一色であり、赤色の文字でブランド名の「Veterano」が書かれ、スペイン全土の主要な道路に沿って設置された。当時の看板は現在よりも小さく、やや異なるデザインだった。道路から150m以内の広告活動を禁じる法律が制定されたため、現在の巨大な看板が設置されるようになった。
1994年には道路脇の広告活動を全面的に禁じる法律が制定され、オズボーンの雄牛も撤去される予定だった。しかし、この時までにオズボーンの雄牛は全国的に有名になっていたため、国民の反応により看板は残されることになった。法律の意図通りオズボーンの雄牛を完全に撤去することを望む活動家もおり、オリジナルの看板にあったブランド名などはすべて塗りつぶされ、完全に黒一色となった。結局裁判所はオズボーンの雄牛の残存を認め、その理由として看板が「風景の一部となり、美的・文化的意義を有している」「雄牛は社会の共有財産となった」ことを挙げた。
今日、「Osborne」という社名が書かれた看板が2か所に存在する。ひとつはアンダルシア州カディス県のヘレス空港であり、もうひとつはオズボーン・グループの本社が置かれているエル・プエルト・デ・サンタ・マリーアである。オズボーンの雄牛はステッカーやキーホルダーなどにも使用されている。
2008年1月にはガリシア州で、スペイン国家のシンボルをガリシア州から排除するために、ガリシア独立主義者によって看板がオレンジ色に塗らかえられた。5月には同様の破壊行為がカタルーニャ州でも起き、バルセロナにあった看板がカタルーニャ独立主義者によって破壊されたが、後にマスケファの住民によって復元された。2011年4月にはバレアレス諸島のマヨルカ島に唯一存在した看板が、独立運動家などによって破壊された。
2014年時点で、スペイン全土に91枚の看板が存在する。やや異なるデザインの看板がメキシコにも存在し、メキシコの看板はいまだに広告宣伝の機能を有している。また、各スポーツ競技のスペイン代表チームや個人のスペイン代表選手を応援する際には、スペイン国旗の中央にオズボーンの雄牛を描いた旗を振ることがある。

## 自治州別の看板数

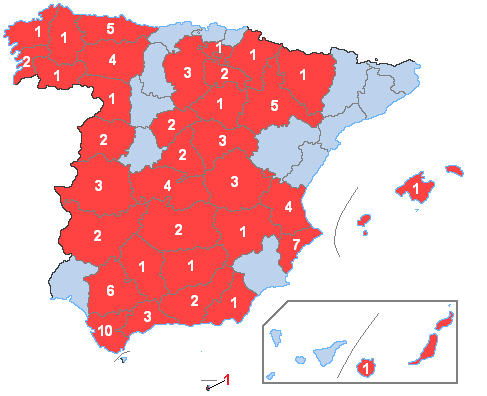
県別の看板数

2014年時点
| 自治州/自治市                  | 枚数 | 自治州/自治市        | 枚数 |
| ------------------------------ | ---- | -------------------- | ---- |
| アンダルシア州                 | 23   | エストレマドゥーラ州 | 5    |
| アラゴン州                     | 6    | ガリシア州           | 5    |
| アストゥリアス州               | 5    | マドリード州         | 2    |
| バレアレス諸島州               | 1    | メリリャ（自治市）   | 1    |
| カナリア諸島州                 | 0    | ムルシア州           | 0    |
| カスティーリャ＝ラ・マンチャ州 | 13   | ナバーラ州           | 1    |
| カスティーリャ・イ・レオン州   | 14   | ラ・リオハ州         | 2    |
| カンタブリア州                 | 0    | バレンシア州         | 11   |
| カタルーニャ州                 | 0    | バスク州             | 1    |
| セウタ（自治市）               | 0    | 合計                 | 91   |

## ギャラリー

スペイン国旗に描かれたオズボーンの雄牛
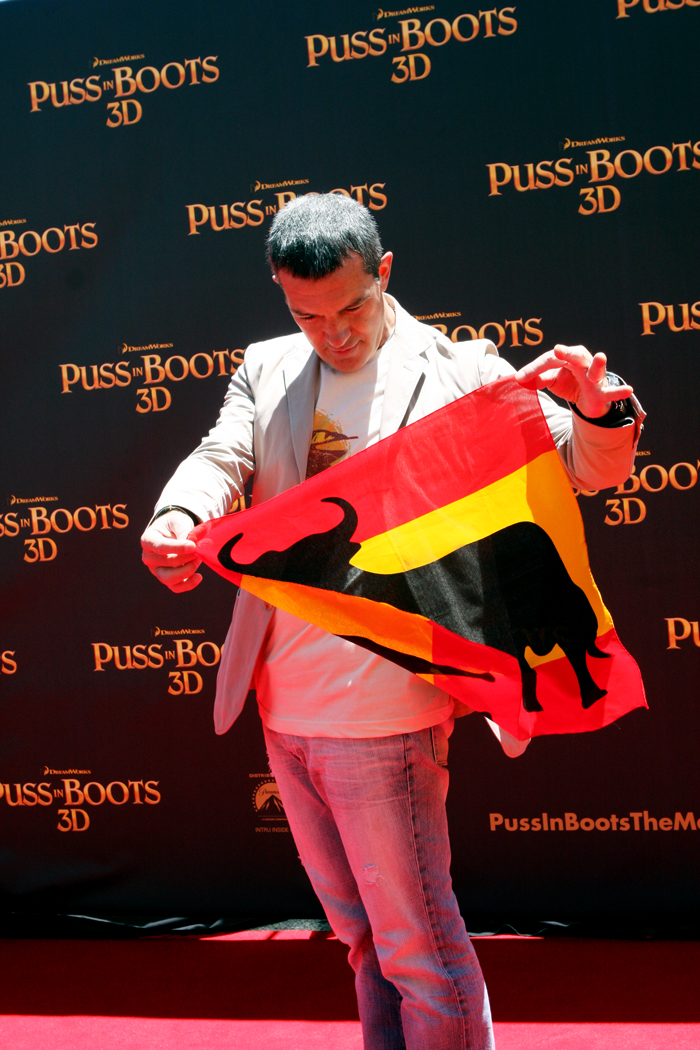
雄牛が描かれた国旗を持つアントニオ・バンデラス
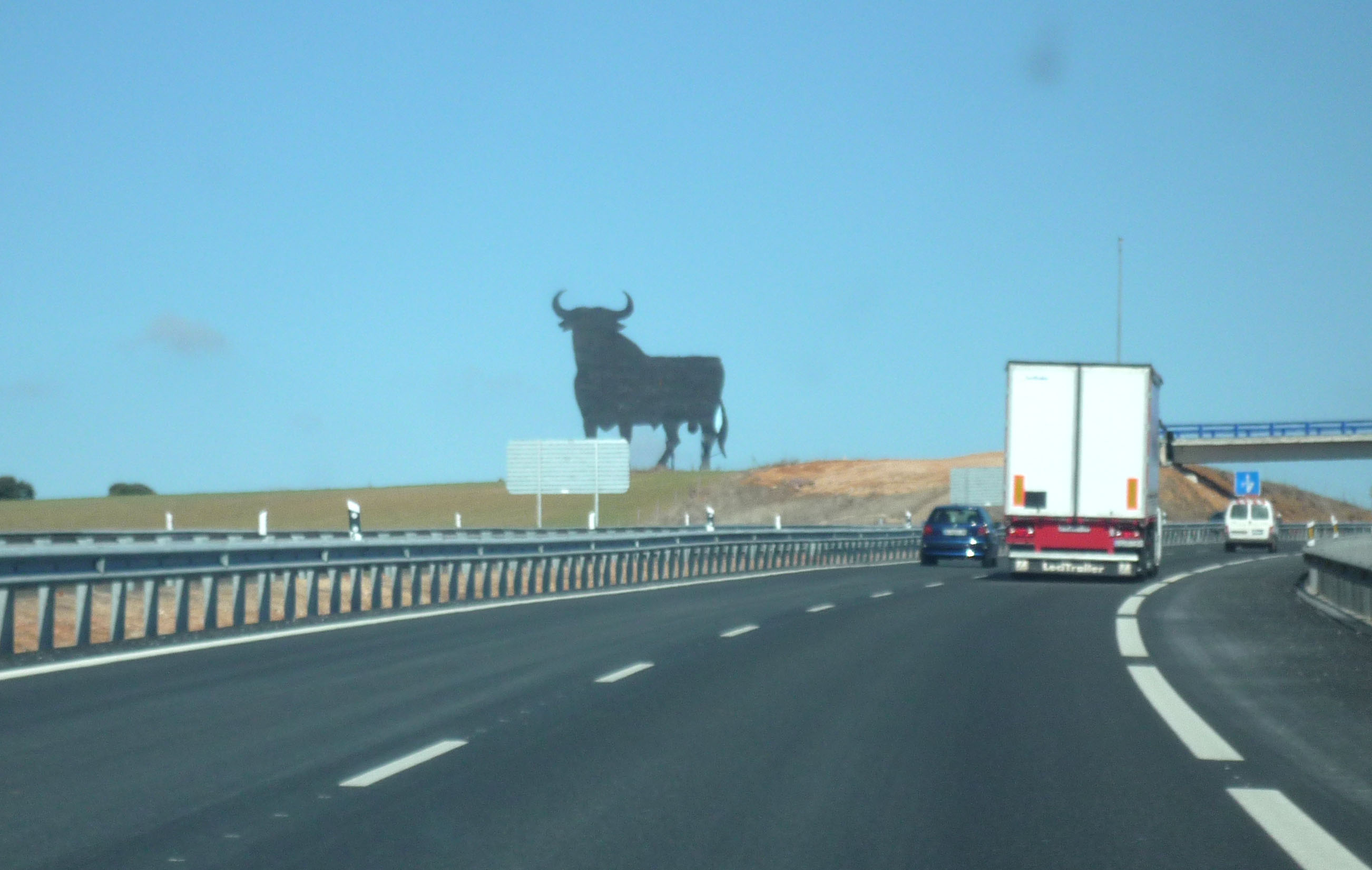
道路と看板の位置関係
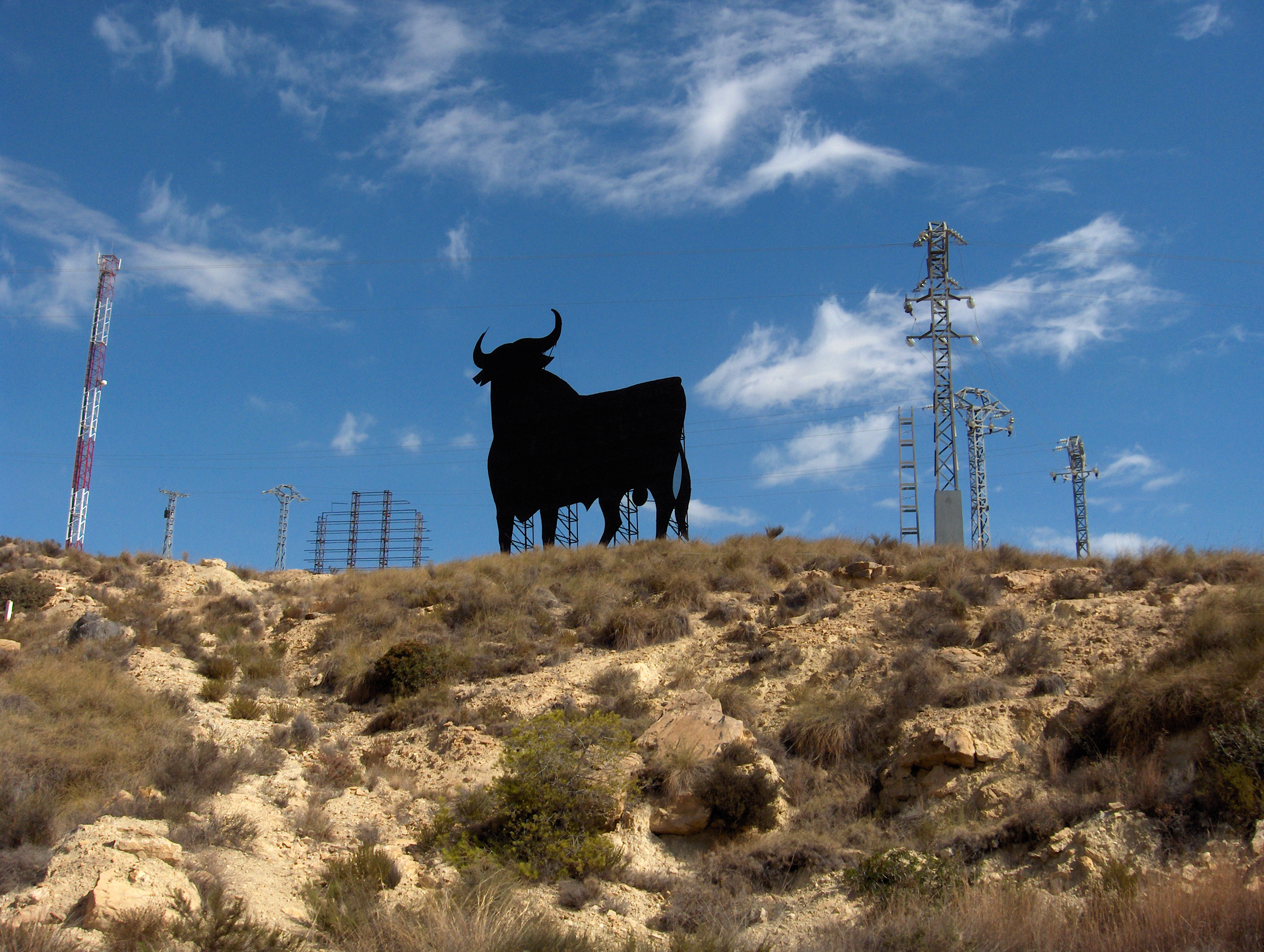
バレンシア州カンペーリョ
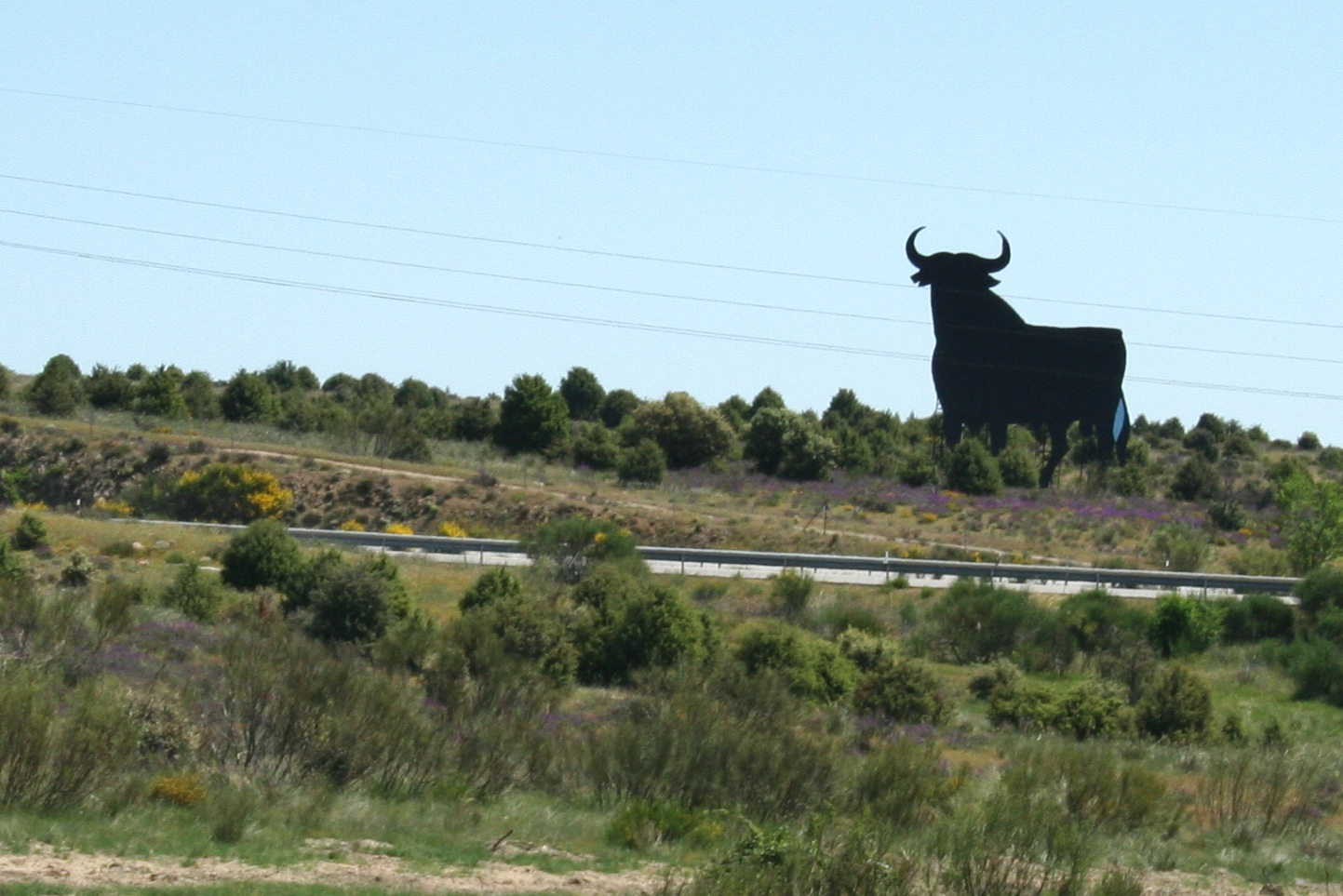
マドリード州カバニージャス・デ・ラ・シエラ
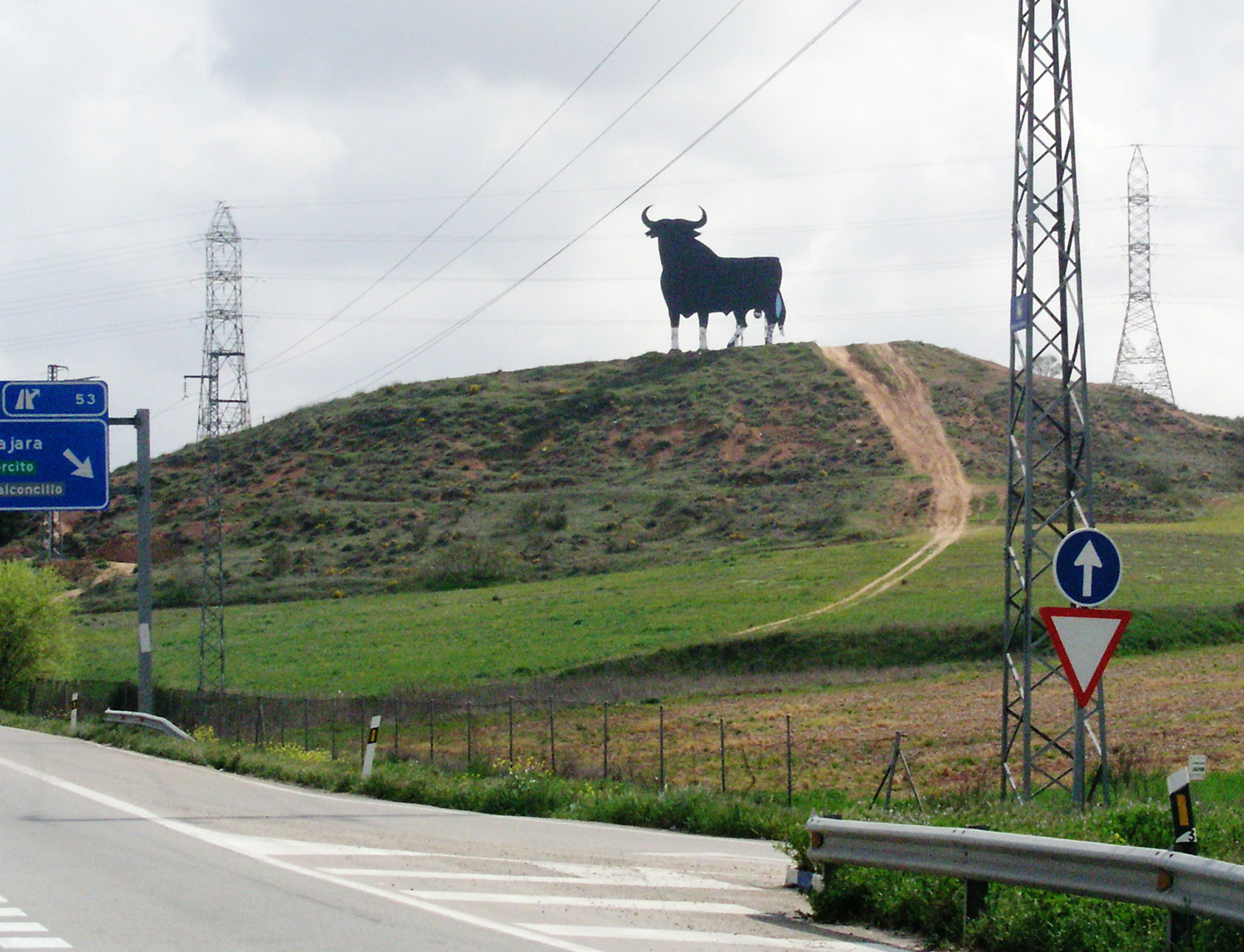
カスティーリャ＝ラ・マンチャ州グアダラハーラ